# Степь (Гостомлянский сельсовет)
Степь — хутор в Медвенском районе Курской области России. Входит в состав Гостомлянского сельсовета.

## География
Хутор находится на юге центральной части Курской области, в пределах Среднерусской возвышенности, в лесостепной зоне, на расстоянии примерно 15 километров (по прямой) к северо-западу от Медвенки, административного центра района. Абсолютная высота — 170 метров над уровнем моря.

### Климат
Климат характеризуется как умеренно континентальный, с тёплым летом и умеренно холодной зимой. Среднегодовая температура воздуха — 5,5 °C. Абсолютный минимум температуры воздуха самого холодного месяца (января) составляет −37 °C; абсолютный максимум самого тёплого месяца (июля) — 35 °C. Безморозный период длится около 151 дня в году. Среднегодовое количество атмосферных осадков составляет 587 мм, из которых большая часть выпадает в тёплый период.

### Часовой пояс
Хутор Степь, как и вся Курская область, находится в часовой зоне МСК (московское время). Смещение применяемого времени относительно UTC составляет +3:00.

## Население
| 2002 | 2010 |
| ---- | ---- |
| 14   | ↘0   |

### Национальный состав
Согласно результатам переписи 2002 года, в национальной структуре населения русские составляли 100 %.

## Инфраструктура
В хуторе 10 домов.

## Транспорт
Степь находится в 9 км от автодороги федерального значения М2 «Крым» (часть европейского маршрута E 105), в 7 км от автодороги регионального значения 38К-004 (Дьяконово — Суджа — граница с Украиной), в 3,5 км от автодороги 38К-009 (М-2 «Крым» — 38К-004), в 0,7 км от автодороги межмуниципального значения 38Н-203 (38К-009 – Воробжа), в 15,5 км от ближайшего ж/д остановочного пункта 439 км (линия Льгов I — Курск).
В 105 км от аэропорта имени В. Г. Шухова (недалеко от Белгорода).